# Сігва
Сі́гва (ест. Sihva küla) — село в Естонії, у волості Отепяе повіту Валґамаа.

## Населення
Чисельність населення на 31 грудня 2011 року становила 317 осіб.